# Sjutjärnarna, Ångermanland
Sjutjärnarna är en sjö i Örnsköldsviks kommun i Ångermanland och ingår i Gideälvens huvudavrinningsområde.